# Xơ phổi
Xơ phổi hay sẹo phổi là một bệnh về đường hô hấp trong đó sẹo được hình thành trong các mô phổi, dẫn đến các vấn đề nghiêm trọng về hô hấp. Sự hình thành sẹo, sự tích tụ của các mô liên kết sợi dư thừa (quá trình được gọi là xơ hóa), dẫn đến sự dày lên của các bức tường, và làm giảm cung cấp oxy trong máu. Một hậu quả của bệnh này là khó thở liên tục.
Trong một số trường hợp, nguyên nhân cụ thể của bệnh có thể được chẩn đoán, nhưng trong những trường hợp khác, nguyên nhân có thể xảy ra không thể xác định được, một tình trạng gọi là xơ phổi vô căn. Không có cách chữa trị cho các vết sẹo và tổn thương trong phổi do xơ phổi.

## Dấu hiệu và triệu chứng
Các triệu chứng của xơ phổi chủ yếu là:
- Khó thở, đặc biệt là gắng sức
- Khô mãn tính, ho khúc khắc
- Mệt mỏi và yếu đuối
- Khó chịu ở ngực bao gồm đau ngực
- Mất cảm giác ngon miệng và giảm cân nhanh chóng

Xơ phổi được gợi ý với tiền sử khó thở tiến triển (khó thở) khi gắng sức. Đôi khi có thể nghe thấy tiếng kêu hô hấp tốt ở các cơ sở phổi khi nghe tim thai. X-quang ngực có thể có hoặc không bất thường, nhưng chụp vi tính độ phân giải cao sẽ thường xuyên chứng minh sự bất thường.

## Nguyên nhân
Xơ phổi có thể là tác dụng thứ phát của các bệnh khác. Hầu hết trong số này được phân loại là bệnh phổi kẽ. Các ví dụ bao gồm rối loạn tự miễn dịch, nhiễm virut và nhiễm vi khuẩn như bệnh lao có thể gây ra thay đổi xơ hóa ở cả thùy trên hoặc dưới của phổi và các tổn thương vi mô khác đối với phổi. Tuy nhiên, xơ phổi cũng có thể xuất hiện mà không có nguyên nhân nào được biết đến. Trong trường hợp này, nó được gọi là "vô căn". Hầu hết các trường hợp vô căn được chẩn đoán là xơ phổi vô căn. Đây là chẩn đoán loại trừ một tập hợp đặc trưng của các đặc điểm mô học / bệnh lý được gọi là viêm phổi kẽ thông thường (UIP). Trong cả hai trường hợp, ngày càng có nhiều bằng chứng chỉ ra khuynh hướng di truyền trong một tập hợp con của bệnh nhân. Ví dụ, một đột biến trong protein chất hoạt động bề mặt C (SP-C) đã được tìm thấy tồn tại ở một số gia đình có tiền sử xơ hóa phổi. Đột biến gen trội tự phát ở các gen TERC hoặc TERT, mã hóa telomerase, đã được xác định ở khoảng 15 phần trăm bệnh nhân xơ phổi.